# Chavalert Chumkum
Chavalert Chumkum (Thai: ชวเลิศ ชุ่มคำ; * um 1939) ist ein ehemaliger thailändischer Badmintonspieler. Er war der bedeutendste Doppelspieler in Thailand in den 1960er Jahren.

## Sportliche Karriere
In seiner Heimat siegte er erstmals 1960 bei den thailändischen Meisterschaften im Doppel mit Chuchart Vatanatham. Bis 1968 gewann er sieben weitere Herrendoppeltitel, vier davon mit Chuchart Vatanatham, zwei mit Sangob Rattanusorn und einer mit Raphi Kanchanaraphi. Einmal war er auch im Mixed erfolgreich, und das 1962 gemeinsam mit Pankae Phongarn.
Im Thomas Cup 1961 verlor er mit dem thailändischen Team das Finale gegen Indonesien und wurde somit Mannschaftsvizeweltmeister. 1964 belegte Thailand Platz drei im Thomas Cup, 1970 schied das Team in der Vorrunde aus. Chavalert Chumkum gewann bei den seinen drei Teilnahmen 19 von 23 Spielen.
1965 erkämpfte er sich den Asienmeistertitel im Herrendoppel mit Narong Bhornchima. 1968 siegte er in den Endspielen der Dutch Open und der Canada Open mit Sangob Rattanusorn und stand im Halbfinale der All England mit Narong Bhornchima. Bei den Asienspielen 1970 wurde er Dritter im Herrendoppel mit Pornchai Sakuntaniyom.